# Феліпе Овоно
Феліпе Овоно (ісп. Felipe Ovono, нар. 26 липня 1993, Монгомо) — футболіст Екваторіальної Гвінеї, воротар клубу «Орландо Пайретс».
Виступав, зокрема, за клуби «Соні Ела Нгуема» та «Депортіво» (Монгомо), а також національну збірну Екваторіальної Гвінеї.

## Клубна кар'єра
У дорослому футболі дебютував 2009 року виступами за команду клубу «Соні Ела Нгуема», в якій провів чотири сезони.
Своєю грою за цю команду привернув увагу представників тренерського штабу клубу «Депортіво» (Монгомо), до складу якого приєднався 2014 року. Відіграв за клуб з Монгомо наступний сезон своєї ігрової кар'єри.
До складу південноафриканського клубу «Орландо Пайретс» приєднався 2015 року. Відтоді встиг відіграти за команду з передмістя Йоганнесбурга 6 матчів в національному чемпіонаті.

## Виступи за збірну
У 2011 році дебютував в офіційних матчах у складі національної збірної Екваторіальної Гвінеї. Наразі провів у формі головної команди країни 23 матчі, пропустивши 1 гол.
У складі збірної був учасником Кубка африканських націй 2012 року у Габоні та Екваторіальній Гвінеї, Кубка африканських націй 2015 року в Екваторіальній Гвінеї.